# Kalpurehi
 (juin 2018).
Kalpurehi (en persan : كلپوره اي romanisé en Kalpūrehī et également connu sous le nom de Kalpūreh) est un village de la province de Kerman en Iran. Lors du recensement de 2006, sa population était de 42 habitants pour 11 familles.